# Красный Октябрь (обувная фабрика)
ОАО «Красный Октябрь» (бел. ААТ «Чырвоны Кастрычнік») — белорусское предприятие по производству обуви, расположенное в Витебске.

## История
В 1923 году в Витебске на базе сапожных мастерских была основана Витебская государственная обувная фабрика имени Леккерта. Фабрика входила в Витебский государственный трест кожевенной промышленности (с 1924 года — Витебское отделение Белорусского государственного треста кожевенной промышленности), в 1930 году перешла в подчинение Белорусского государственного объединения кожевенной промышленносту, в 1932 году — в состав Белорусского государственного треста кожевенно-обувной промышленности «Белкожобувьтрест» Наркомата лёгкой промышленности БССР (в 1934—1936 годах — в Наркомате местной промышленности БССР). В 1937 году переименована в Витебскую обувную фабрику «Октябрь», в 1938 году — в обувную фабрику «Красный Октябрь». В связи с началом Великой Отечественной войны фабрика была эвакуирована в Кунгур. В 1946—1953, 1955—1957 и 1965—1991 годах фабрика находилась в подчинении Министерства лёгкой промышленности БССР. В 1988 году на предприятии действовало 13 поточных линий полного производственного цикла, суммарная мощность фабрики составляла 7 млн пар обуви в год. В 1988 году фабрика стала соучредителем одного из первых совместных предприятий в СССР — «Белвест» (совместно с западногерманской компанией Salamander GmbH) (в 2002—2003 годах немецкие акции компании были проданы российскому дилеру «Белвеста»). По состоянию на 2020 год «Белвест» и «Красный Октябрь» продолжают пользоваться производственной территорией совместно. В 1992 году фабрика вошла в состав концерна «Беллегпром». В 1994 году фабрика была преобразована в открытое акционерное общество. В 1996 году мощность фабрики составляла 3,5 млн пар обуви в год.
В начале 2000-х годов экономическое положение предприятия осложнилось, в 2002 году рассматривалась возможность создания нового совместного предприятия на производственной базе «Красного Октября». В первом полугодии 2006 года фабрика показала рентабельность в −42,6 %, убытки составили более 5 миллиардов рублей (ок. 2,5 млн долларов). В конце 2006 года работники предприятия провели стихийную забастовку с требованием увеличения заработной платы.
В 2008 году СООО «Марко» витебского бизнесмена Николая Мартынова было разрешено купить государственную долю ОАО «Красный Октябрь» (83,64 %) за 180 млн рублей (ок. 80 тыс. долларов) с рассрочкой погашения долгов предприятия до 2014 года (3,6 млрд рублей — ок. 1,6 млн долларов — задолженностей по кредитам, 2 млрд рублей долга по НДС и др.).
В 2018 году выручка «Красного Октября» составила более 52 млн рублей (ок. 25 млн долларов), чистая прибыль — 10,3 млн рублей (ок. 5 млн долларов). В 2020 году «Красный Октябрь» вышел из состава концерна «Беллегпром».